# Plectroglyphidodon phoenixensis
Plectroglyphidodon phoenixensis és una espècie de peix de la família dels pomacèntrids i de l'ordre dels perciformes.

## Morfologia
Els mascles poden assolir els 9 cm de longitud total.

## Distribució geogràfica
Es troba des de l'Àfrica oriental fins a les Illes Marqueses, les Illes de la Societat, les Tuamotu i les Illes Ryukyu.